# Millard (Missouri)
Millard – wieś w Stanach Zjednoczonych, w stanie Missouri, w hrabstwie Adair.